# This Killing Emptiness
This Killing Emptiness, pubblicato nel 2000, è il secondo CD che viene pubblicato dalla band Ice Ages con l'etichetta discografica Napalm Records, esce nel 2000 e segue lo stile del debutto della band. Tuttavia si contraddistingue per una qualità sonora superiore ed uno stile più maturo nella scrittura dei testi, la musica e i testi si fondono perfettamente e risaltano la voce profonda e distorta di Richard Lederer.
In opposto ad altre pubblicazioni della scena di musica elettronica, la struttura ritmica è più complicata e i toni sono più polifonici. Il proposito di Ice Ages è quello di seguire una propria caratteristica dark melodica che non rispecchi tendenze di moda.

## Tracce
1. Far Gone Light – 5:23
2. Lifeless Sentiments – 5:53
3. The Fiend – 5:10
4. I Come for You – 5:31
5. This Killing Emptiness – 5:31
6. Heartbeat – 6:00
7. The Last Time – 5:22
8. Shades of Former Light – 5:31
9. The Denial – 6:43
10. Lost in Daze – 6:12

## Credits
- Richard Lederer - Voce, Sintetizzatori